# 渡辺氏綱
渡辺 氏綱（わたなべ うじつな、延徳元年（1489年） - 永禄6年6月25日（1563年7月15日））は、戦国時代の武将。通称次郎四郎。子に渡辺高綱。

## 略歴
父は渡辺範綱、母は某長房の娘。松平清康・広忠に歴仕し、享禄2年（1529年）下地合戦で討ち死にした父の仇をその場で討ち取った。
永禄6年（1563年）6月25日、三河国浦部村において死去。享年75。法名宗圓。妻は都筑忠政の娘 。